# Naphat Jaruphatphakdee
Naphat Jaruphatphakdee (thailändisch ณภัทร จารุภัทรภักดี, * 21. Dezember 1995), auch als Tar bekannt, ist ein thailändischer Fußballspieler.

## Karriere
Naphat Jaruphatphakdee spielte bis Mitte 2016 beim Assumption United FC. Der Verein aus der thailändischen Hauptstadt Bangkok spielte in der dritten Liga, der Regional League Division 2, in der Western Region. Die Rückserie 2016 spielte er beim Erstligisten BBCU FC in der Thai Premier League. Hier absolvierte er drei Erstligaspiele. 2017 wechselte er zum Zweitligisten Bangkok FC. Nach nur einem halben Jahr unterschrieb er Mitte 2017 einen Vertrag beim Samut Sakhon FC. Der Verein aus Samut Sakhon spielte in der dritten Liga, der Thai League 3. Die Rückserie 2017 wurde er an den Erstligisten Ubon UMT United nach Ubon Ratchathani ausgeliehen. Im Juni 2018 kehrte er nach der Ausleihe zu Samut zurück. Ende 2017 wurde Samut Meister der dritten Liga und stieg somit in die zweite Liga auf. Nach der Ausleihe kehrte er im Juni 2018 nach Samut Sakhon zurück. Hier stand er bis Ende 2020 unter Vertrag. Im Januar 2021 nahm ihn der Erstligist Rayong FC aus Rayong unter Vertrag. Am Ende der Saison 2020/21 musste er mit Rayong als Tabellenletzter in die zweite Liga absteigen. Die Saison 2023/24 wurde er mit Rayong Tabellendritter und qualifizierte sich somit für die Aufstiegsspiele zur ersten Liga. Hier konnte man sich gegen den Nakhon Si United FC durchsetzen und stieg in die erste Liga auf. Im Januar 2025 wechselte er auf Leihbasis nach Chanthaburi zum Zweitligisten Chanthaburi FC. Für Chanthaburi bestritt er 14 Ligaspiele. Nach der Ausleihe wurde er im Sommer 2025 fest von Chanthaburi unter Vertrag genommen.